# Эсмералда (округ)
Эсмералда (англ. Esmeralda County) — округ, расположенный в западной части штата Невада (англ. Nevada) с административным центром в городе Голдфилд. Население округа по данным переписи 2000 года составляло 971 человек, плотность населения — 0,1045 жителей на квадратный километр, что вывело округ на предпоследнее место (после округа Ловинг (Техас)) по аналогичным параметрам среди всех округов Соединённых Штатов за исключением округов штата Аляска и Гавайи. По данным переписи 2008 года население округа снизилось до 677 человек.

## История
Округ Эсмералда образован в 1861 году в числе первых девяти округов штата Невада. Своё название округ получил по испанскому звучанию слова исп. Emerald, что в переводе означает изумруд. Согласно официальной истории, округ был назван своим именем одним из первых шахтёров штата Дж. М.Кори (J.M.Corey), использовавшим имя цыганской танцовщицы Эсмеральды из романа Виктора Гюго «Собор Парижской Богоматери».
Первой столицей округа был город Орора, в 1883 году административным центром округа стал город Хоторн, а в 1907 году столица была перенесена в город Голдфилд.
Округ Эсмералда испытал бурное развитие в начале двадцатого века во время бума промышленной добычи золота. Экономический и промышленный рост округа продолжался вплоть до конца 1910-х годов, после чего в округе наступил спад, повлёкший за собой депрессивное состояние экономики и отток населения в другие округа.

## География
По данным Бюро переписи населения США округ Эсмералда имеет общую площадь в 3.589 квадратных миль (9.295 квадратных километров), из которых 9.294 км² занимает земля и 1 км² — вода (менее 0,01 % от общей площади).
В округе преобладают горные хребты Серебряный Пик и Монте-Кристо, наиболее высокие точки местности:
- Пик Баундари — 4007 метров, высочайшая точка в штате Невада;
- Пик Пайпер — 2880 метров;
- Магрудер — 2756 метров;
- Пик Монтесума — 2552 метров;
- Пик Эмигрант — 2069 метров.

### Главные автодороги
- Федеральная автодорога № 95
- Федеральная автодорога № 6
- Автодорога штата Невада № 264
- Автодорога штата Невада № 266
- Автодорога штата Невада № 773

### Соседние округа
- Минерал — северо-запад
- Най — восток
- Иньо (Калифорния) — юг
- Моно (Калифорния) — запад

## Демография

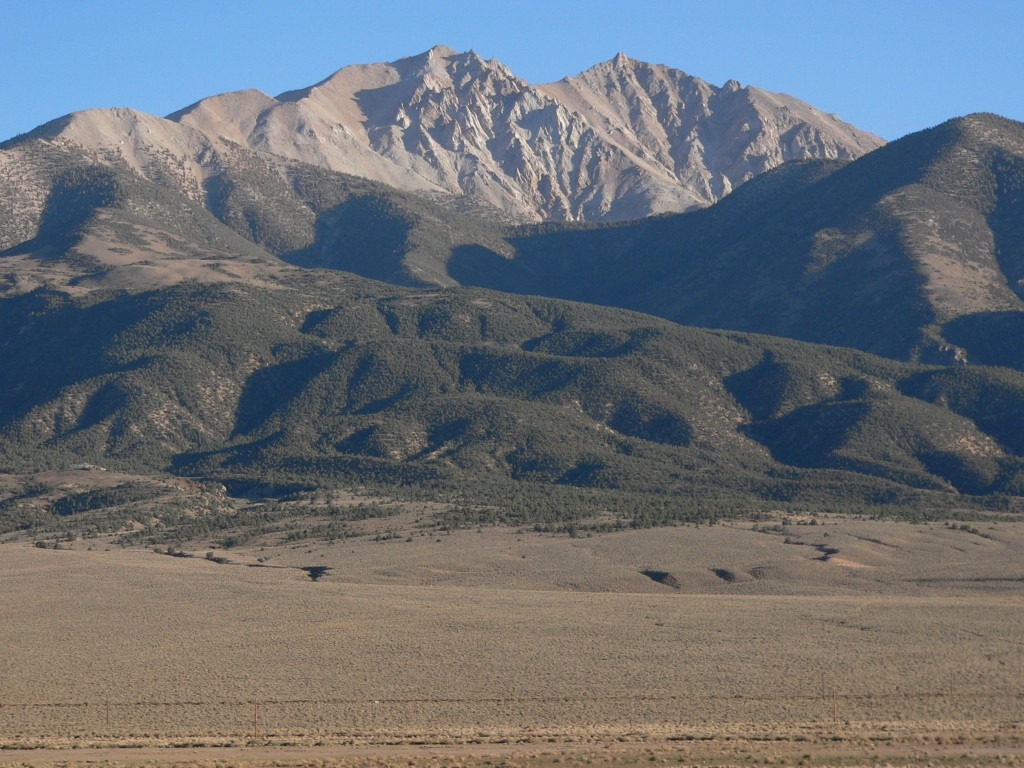
Пик Боундэри, высочайшая точка штата Невада, расположенная в округе Эсмералда

По данным переписи населения 2000 года в округе Эсмералда проживало 971 человек, 259 семей, насчитывалось 455 домашних хозяйств и 833 единиц сданного жилья. Средняя плотность населения составляла 0,1045 человек на один квадратный километр. Расовый состав округа по данным переписи распределился следующим образом: 81,98 % белых, 0,10 % афроамериканцев, 5,15 % коренных американцев, 0,21 % выходцев с тихоокеанских островов, 4,94 % смешанных рас и 7,62 % — других народностей. 10,20 % населения составляли выходцы из Испании или стран Латинской Америки.
21,10 % от всего числа зарегистрированных семей имели детей в возрасте до 18 лет, проживающих вместе с родителями, 46,40 % представляли собой супружеские пары, живущие вместе, в 6,40 % семей женщины проживали без мужей, а 42,90 % семей не являлись семьями как таковыми. 36,00 % всех зарегистрированных домашних хозяйств представляли одиночки, при этом 13,20 % составили одиночки старше 65 лет. Средний размер домашнего хозяйства составил 2,12 человека, средний размер семьи — 2,79 человека.
Население округа по возрастному диапазону по данным переписи 2000 года распределилось следующим образом: 20,50 % — жители младше 18 лет, 6,00 % — между 18 и 24 годами, 23,40 % — от 25 до 44 лет, 33,00 % — от 45 до 64 лет, 17,20 % — старше 65 лет. Средний возраст жителей округа при этом составил 45 лет. На каждые 100 женщин приходилось 123,70 мужчин, при этом на каждых сто женщин 18 лет и старше также приходилось 118,70 мужчин старше 18 лет.
Средний доход на одно домашнее хозяйство в округе составил 33.203 доллара США, а средней доход на одну семью в округе — 40.917 долларов США. При этом мужчины имели средний доход 39.327 долларов США в год против 25.469 долларов США среднегодового дохода у женщин. Доход на душу населения в округе составил 18.971 доллар США в год. 15,30 % от всего числа семей в округе и 7,50 % от всей численности населения находилось на момент переписи населения за чертой бедности, при этом 9,70 % из них были моложе 18 лет и 11,40 % — в возрасте 65 лет и старше.

## Города и посёлки

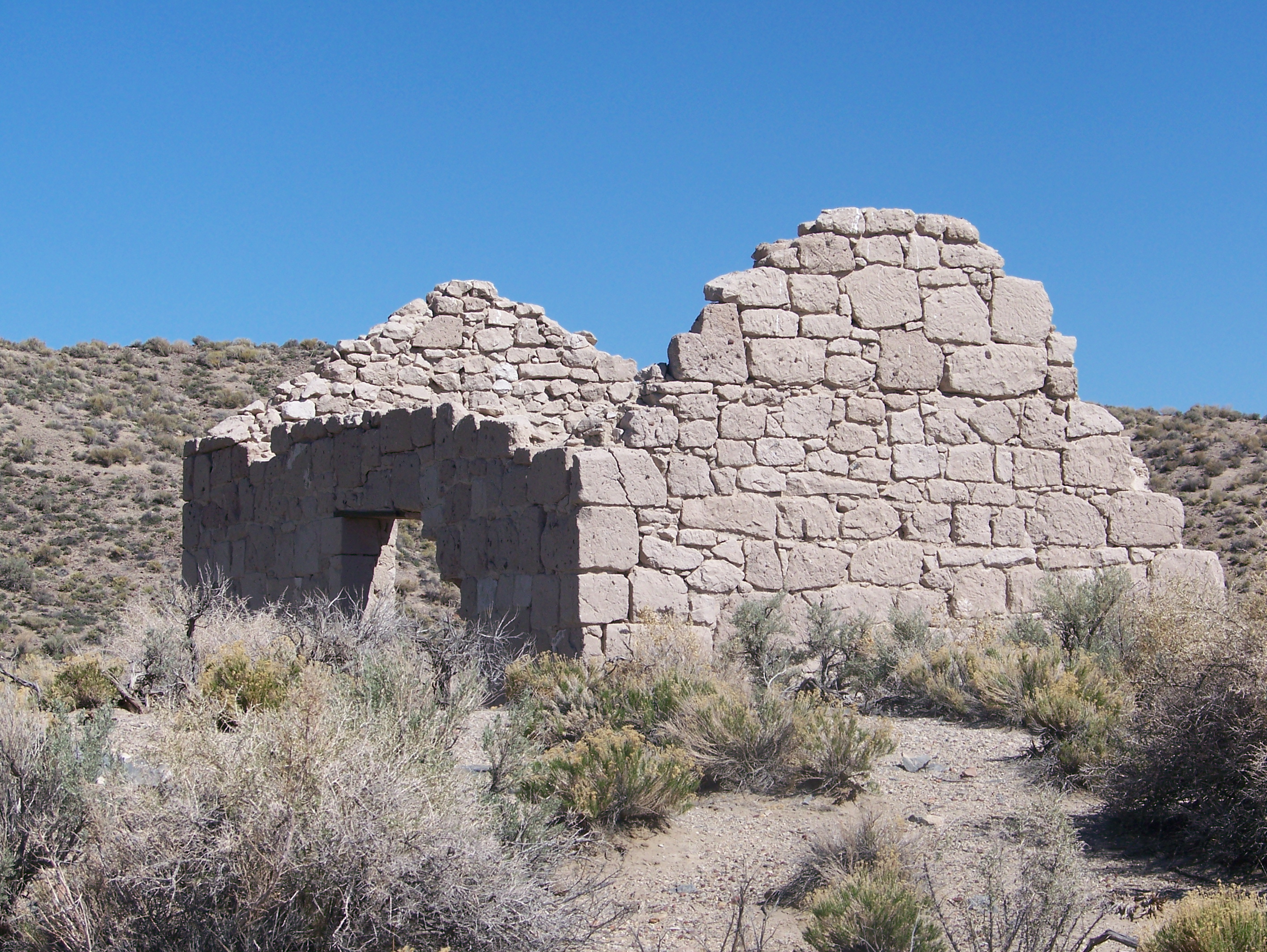
Заброшенное здание в одном из покинутых городов округа Эсмералда

- Голдфилд
- Дайер
- Лида
- Голд-Пойнт
- Палметто — покинутый город
- Силвер-Пик